# Canton de Bayon
Le canton de Bayon est une ancienne division administrative française qui était située dans le département de Meurthe-et-Moselle et la région Lorraine.

## Géographie
Ce canton est organisé autour de Bayon dans l'arrondissement de Lunéville. Son altitude varie de 207 m (Damelevières) à 406 m (Haigneville) pour une altitude moyenne de 277 m.

## Histoire
C'est un ancien canton du département de la Meurthe. Resté français conformément au traité de Francfort de 1871, il a été intégré au nouveau département de Meurthe-et-Moselle.

## Administration

### Conseillers généraux de 1833 à 2015
| Période | Période      | Identité                             | Étiquette     | Qualité |
| ------- | ------------ | ------------------------------------ | ------------- | --- |
| 1833    | 1843         | Camille Olry (1799-1866)             |               | Propriétaire, maire de Haussonville |
| 1843    | 1848         | Charles Joseph Débuisson (1792-1849) |               | Maire de Bayon en 1848, conseiller d'arrondissement |
| 1848    | 1853 (décès) | Joseph Léopold Mourot                |               | Président de Chambre à la Cour d'appel de Nancy |
| 1853    | 1877 (décès) | Charles-Louis Débuisson (1816-1877)  |               | Juge au Tribunal civil d'Épinal puis propriétaire et rentier à Nancy                                                                                                |
| 1877    | 1883         | Xavier Lagrésille                    | Républicain   | Négociant à Nancy |
| 1883    | 1889         | Henri de Bouvier                     | Droite        | Propriétaire à Bayon |
| 1889    | 1901         | Jules-Léon Coumes                    | Rad.          | Industriel à Bayon |
| 1901    | 1910 (décès) | Joseph Nicolas                       | Républicain   | Propriétaire, Maire de Blainville |
| 1910    | 1919 (décès) | Raoul Méquillet                      | RG            | Avocat, Député (1906-1919) Maire-adjoint de Lunéville |
| 1919    | 1925         | Jean-François de l'Espée             | Conservateur  | Général de division du cadre de réserve, Froville |
| 1925    | 1940         | Dominique Audier                     | Rad.ind.      | Industriel - Maire de Virecourt |
|         |              |                                      |               | |
| 1943    | 1945         | Louis Colin (1865-1952)              | Libéral       | Cultivateur à Loromontzey Conseiller d'arrondissement, maire puis conseiller municipal de Bayon, ancien maire de Loromontzey Nommé conseiller départemental en 1943 |
|         |              |                                      |               | |
| 1945    | 1956 (décès) | Dominique Audier                     | Rad.          | Industriel - Maire de Virecourt |
| 1956    | 1988         | Marcel Audibert                      | UDSR puis DVD | Maire de Blainville-sur-l'Eau |
| 1988    | 1994         | Daniel Reiner                        | PS            | Professeur de mathématiques Député (1988-1993) Maire de Blainville-sur-l'Eau (1983-2001) Sénateur (2001-2017)                                                       |
| 1994    | 2011 (décès) | Maurice Villaume                     | PCF           | Facteur, syndicaliste CGT Maire de Damelevières (1989-2011) Vice-président du Conseil Général                                                                       |
| 2011    | 2015         | Christophe Sonrel                    | PCF           | Cadre de la fonction publique Maire de Damelevières depuis 2011 Vice-président du CG délégué à l'environnement                                                      |

### Conseillers d'arrondissement (de 1833 à 1940)
| Période                                  | Période          | Identité                             | Étiquette                | Qualité |
| ---------------------------------------- | ---------------- | ------------------------------------ | ------------------------ | --- |
| 1833                                     | 1842             | Joseph Thomas Thiébert (1763-1843)   |                          | Greffier de la justice de paix, Bayon                                                                       |
| 1842                                     | 1843             | Charles Joseph Débuisson (1792-1849) |                          | Notaire, maire de Bayon                                                                                     |
| 1843                                     | 1848             | Casimir de L'Espée (1793-1876)       |                          | Propriétaire, ancien aide de camp du Maréchal Molitor, maire de Froville                                    |
|                                          |                  |                                      |                          | |
|                                          | 1884 (décès)     | Nicolas Prosper Xoual (1821-1884)    |                          | Cultivateur, maire de Brémoncourt                                                                           |
|                                          |                  |                                      |                          | |
| 1886                                     | 1896 (décès)     | Joseph Martin Thiéry (1848-1896)     | Républicain              | Vétérinaire à Villacourt                                                                                    |
| 1897                                     | 1903 (démission) | Camille Évrard                       | Républicain              | Propriétaire à Bayon                                                                                        |
| 1904                                     | 1910             | Albert-Augustin Dupays               | Républicain progressiste | Propriétaire cultivateur, maire de Brémoncourt                                                              |
| 1910                                     | 1922             | Edmond Papelier                      | RG                       | Ancien négociant, maire de Bayon                                                                            |
| 1922                                     | 1940             | Louis Colin                          | Libéral                  | Maire de Bayon                                                                                              |
| 1940                                     |                  |                                      |                          | Les conseils d'arrondissement ont été suspendus par la loi du 12 octobre 1940 et n'ont jamais été réactivés |
| Les données manquantes sont à compléter. |                  |                                      |                          | |

## Composition
Le canton de Bayon groupe 27 communes et compte 12 063 habitants (recensement de 1999 sans doubles comptes).
| Communes             | Population (2012) | Code postal | Code Insee |
| -------------------- | ----------------- | ----------- | ---------- |
| Barbonville          | 335               | 54360       | 54045      |
| Bayon                | 1 566             | 54290       | 54054      |
| Blainville-sur-l'Eau | 3 790             | 54360       | 54076      |
| Borville             | 75                | 54290       | 54085      |
| Brémoncourt          | 147               | 54290       | 54098      |
| Charmois             | 183               | 54360       | 54121      |
| Clayeures            | 153               | 54290       | 54130      |
| Damelevières         | 2 810             | 54360       | 54152      |
| Domptail-en-l'Air    | 51                | 54290       | 54170      |
| Einvaux              | 284               | 54360       | 54175      |
| Froville             | 123               | 54290       | 54216      |
| Haigneville          | 39                | 54290       | 54245      |
| Haussonville         | 282               | 54290       | 54256      |
| Landécourt           | 81                | 54360       | 54293      |
| Lorey                | 72                | 54290       | 54324      |
| Loromontzey          | 72                | 54290       | 54325      |
| Méhoncourt           | 207               | 54360       | 54359      |
| Romain               | 51                | 54360       | 54461      |
| Rozelieures          | 139               | 54290       | 54467      |
| Saint-Boingt         | 81                | 54290       | 54471      |
| Saint-Germain        | 146               | 54290       | 54475      |
| Saint-Mard           | 83                | 54290       | 54479      |
| Saint-Rémy-aux-Bois  | 66                | 54290       | 54487      |
| Velle-sur-Moselle    | 269               | 54290       | 54559      |
| Vigneulles           | 209               | 54360       | 54565      |
| Villacourt           | 458               | 54290       | 54567      |
| Virecourt            | 453               | 54290       | 54585      |

## Démographie
| 1962   | 1968   | 1975   | 1982   | 1990   | 1999   | 2009   |
| ------ | ------ | ------ | ------ | ------ | ------ | ------ |
| 11 971 | 12 957 | 12 376 | 12 173 | 11 931 | 12 063 | 13 130 |